# As-Saffah

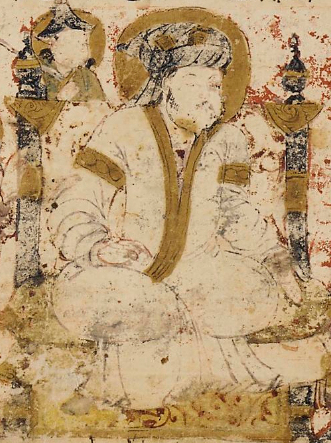
As-Saffah

Abu al-'Abbás Abdul·lah ibn Muhámmad as-Saffah o Abul- al-Saffaḥ (721-754), en árabe: أبو العباس عبد الله بن محمد السفاح, fue el primer califa abasí (750-754). Su dinastía reinó desde 749 hasta 1258.(السفّاح) es un título religioso mesiánico de literatura hadiz en el mahdi, que en árabe antiguo significaba "el generoso", del verbo árabe yasfaḥ "verter hacia fuera," lo que implica que el futuro gobernante sería liberal en la distribución de riqueza a los musulmanes (en árabe moderno esta palabra ha tomado una connotación negativa: "el que derrama sangre"/"rudo"). El nuevo califa se apropió de este título mesiánico en su primer sermón en Kufa en el año 749. Una explicación alternativa más débil del título es carnicero o derramador de sangre por sus esfuerzos implacables para eliminar a la rival familia omeya, poco probable, sin embargo, puesto que ningún califa hubiera apropiado el título por sí mismo si ese fuera el significado original.

## Orígenes de la familia e historia temprana
As-Saffāḥ era el patriarca del linaje de los Banu Háshim de Arabia, un subclan de la famosa tribu Quraysh, que remonta su linaje a Háshim, bisabuelo de Mahoma, a través de Abbás (Abbás ibn Abd al-Muttálib), un tío del profeta; de ahí el título de "abasí" del califato de sus descendientes. Este enlace indirecto al clan más grande del Profeta fue base suficiente para la demanda de As-Saffah para el título de califa. 
Los Banu Háshim contaron con un gran apoyo por parte de los chiitas que consideraban que su familia, de la cual había nacido Mahoma y Alí, daría lugar a otro gran líder o Mahdi que liberaría al islam. Según lo narrado en muchos hadiths, muchos creyeron que al final de los tiempos aparecería un gran líder o Mahdi de la familia del Profeta Mahoma, a la que pertenecía Alí, que sacaría al islam del liderazgo corrupto. Las políticas poco entusiastas de los últimos Omeyas para tolerar a los musulmanes no árabes y a los chiíes, fracasaron en sofocar los disturbios de estas minorías.
Durante los últimos años del reinado del califa omeya Hisham ibn Abd al-Málik este malestar llevó a la rebelión en Kufa, una prominente ciudad musulmana en el sur de Irak e importante centro chií. Los chiíes se rebelaron en 736 y se hicieron fuertes en la ciudad hasta 740, liderados por Zayd ibn Alí, nieto del famoso mártir Husáin y otro miembro de los Banu Háshim. La Rebelión de Zayd falló y fue sofocada por el ejército omeya en 740. La revuelta en Kufa mostró tanto la fuerza de los Omeyas, como el creciente malestar en el mundo musulmán.
Durante los últimos días del califato omeya, Abū al-‘Abbās y su clan decidieron comenzar su rebelión en Jorasán, una importante, pero remota región militar que comprende el este de Irán, las partes meridionales de las modernas repúblicas de Asia Central de Turkmenistán, Uzbekistán, Tayikistán, Kirguistán y norte de Afganistán. En 743, la muerte del califa omeya Hishām provocó una rebelión en el Este. Abū al-'Abbās, apoyado por los chiíes y los residentes de Jorasán, llevó sus fuerzas a la victoria sobre los Omeyas y la guerra civil fue marcada por profecías milenaristas alentadas por las creencias de algunos chiíes de que As-Saffāḥ era el Mahdi. En obras chiíes como el Al-Jafr se les decía a los musulmanes creyentes que la brutal guerra civil era el gran conflicto entre el bien y el diablo. La elección de los Omeyas de entrar en la batalla con su bandera blanca y la de los abásidas de entrar con las suyas negras alentó tales teorías. El color blanco, sin embargo, era considerado en gran parte de Persia como señal de duelo.

## Califato de As-Saffah
En octubre de 749 (132 AH) el ejército rebelde de Abū al-‘Abbās al-Saffāh entró en Kufa, un importante centro musulmán en el sur de Irak y se declaró Califa. Su primera prioridad era eliminar a su rival omeya, el califa Marwán II. Este último fue derrotado en febrero de 750 en la batalla del Gran Zab, en el río Gran Zab, al norte de Bagdad, terminando claramente el gran califato omeya, que había gobernado desde 661 d C. Marwán II huyó hacia Damasco, que no le dio la bienvenida y finalmente fue asesinado en su huida a Egipto en agosto.
En una decisión histórica, de largo alcance, As-Saffāḥ estableció Kufa como la nueva capital del califato, poniendo fin a la dominación de Damasco en el mundo político islámico y convirtiendo al Irak ahora en el asiento del poder abásida durante varios siglos.
Ante el temor de un retorno del poder omeya, Abu al-'Abbás mandó buscar a todos los miembros de la familia omeya para ejecutarlos. Los que pudieron, huyeron a Al-Ándalus (España), dirigidos por Abd al-Rahman I donde se establecería un emirato omeya hasta comienzos del siglo XI. A causa del despiadado celo con que intentó liquidar a los omeyas, a Abu al-'Abbás se le aplicó el epíteto al-Saffah, es decir 'el que derrama sangre'.
Tras la victoria sobre los Omeyas, el corto reinado de cuatro años de Abu al-'Abbás se centró en la consolidación y reconstrucción del califato. Quienes le habían apoyado participaron del nuevo gobierno, pero, aparte de su dura política contra sus predecesores, se considera a Abu al-'Abbás como un vencedor clemente. En su gobierno y en las sucesivas administraciones abasíes estuvieron bien representados los judíos, los cristianos nestorianos y los persas. También se promovió la educación, y se establecieron las primeras fábricas de papel en Samarcanda, con expertos chinos capturados en la batalla del Talas (751).
También fue revolucionaria su reforma del ejército, que aceptaría a no árabes y a no musulmanes, en claro contraste con la política anterior de los omeyas, que rechazaba cualquier soldado de cualquier tipo. Como As-Saffāḥ seleccionó a Abu Muslim como su comandante militar, un oficial que serviría hasta 755 en el ejército abásida.
Abu al-'Abbás no cumplió las promesas realizadas a los chiitas, y se proclamó califa. Los chiitas habían mantenido la esperanza de que su imam fuera califa. Esta traición le hizo perder el apoyo de los chiitas, inaugurando la era de paz y prosperidad, en la que los milenaristas creían que vendría. La traición alienó a los seguidores fanáticos chiíes de As-Saffāḥ, aunque la amistad continua de otros grupos hizo al régimen abasí notablemente más solvente que el omeya.
La salud de Abu al-'Abbás había sido frágil desde su ascensión al trono califal, y murió de viruela el 10 de junio de 754, sólo cuatro años después de la victoria abasí sobre los omeyas. Tenía poco más de 30 años de edad. Antes de morir, As-Saffah designó como sucesor a su hermano Abu Yaáfar "Al-Mansur" y tras él, a su sobrino Isa ibn Musa (Ibn Musa, sin embargo, nunca llegó a ocupar el cargo).
| Predecesor: Marwán II (Califato Omeya) | Califa Abasí 750-754 | Sucesor: Al-Mansur |